# Bílé včely
Bílé včely (2012) je páté oficiálně vydané řadové album skupiny Květy. Obsahuje 12 písniček, které jsou autorským dílem Martina Evžena Kyšperského, frontmana kapely. Album skupina nahrála tentokrát bez hostů, pouze ve skladbě Tvůj dům se mihne Marta Svobodová. Vyšlo na CD i LP, obal s kolážemi obrázků z lidské anatomie kombinovanými s rostlinami a s texty psanými fontem psacího stroje vytvořili Martin E. Kyšperský a Pavla Kačírková.
Outtake alba, píseň Venku sněží, vyšla na LP Vinyla 2012.

## Seznam písní
1. My děti ze stanice Bullerbyn
2. Kámoši
3. Lesní duch
4. Kopýtka
5. Po zarostlém trávníčku
6. Tvůj dům
7. Kostra
8. Papoušek noci
9. Pole tráva a činžáky
10. A. Kurosawa
11. Na útěku /pa.at./
12. Marko Polo

## Obsazení
- Martin Evžen Kyšperský – zpěv, kytary, banjo, piano, elektrické varhany, sitár, bicí (11), diktafon (9), kalkulačka, tleskání, vokály
- Aleš Pilgr – bicí, perkuse, klávesy, melodika, zvonkohra, ruční ždímačka (1), pila smyčcem (5), vokály
- Ondřej Čech – kontrabas, baskytara, fender piano, dřevěná žába (4), vokály
- Albert Novák – housle, vokály (1)

## Ocenění
Album získalo cenu Vinyla 2012 za nejlepší desku roku 2012. Bylo také nominováno na Anděla v kategorii alternativní hudba, ale nominaci neproměnilo.